# Ma Kai
Dans ce nom, le nom de famille précède le nom personnel.
Ma Kai (马凯; pinyin: Mǎ Kǎi; né le 29 juin 1946 à Shanghai, dans le district de Jinshan) est l'un des quatre vice-Premiers ministres de la république populaire de Chine. Il a précédemment été un conseiller d'État et secrétaire général du conseil des affaires de l'État de la république populaire de Chine.

## Biographie
Il sort diplômé de l'université Renmin  en 1982 où il a obtenu un Master en économie.
Il a été élu dans le 18e bureau politique du Parti communiste chinois en 2012.